# Tioughza
Tioughza est une commune rurale de la province de Sidi Ifni, dans la région de Guelmim-Oued Noun, au Maroc.
Après avoir fait partie de la province de Tiznit, elle a intégré la province de Sidi Ifni en 2009, lorsque celle-ci a été créée.
La commune rurale de Tioughza est située au sein du caïdat de Tioughza, lui-même situé au sein du cercle d'Ifni.
Elle a connu, de 1994 à 2004 (années des derniers recensements), une hausse de population, passant de 11 816 à 12 268 habitants.
Plusieurs tribus se trouveraient dans la commune dont les Ait Ikhalf, Ait Iazza et Ait Ennas qui se situent au nord de la commune[réf. nécessaire].